# Elbmarschenhaus

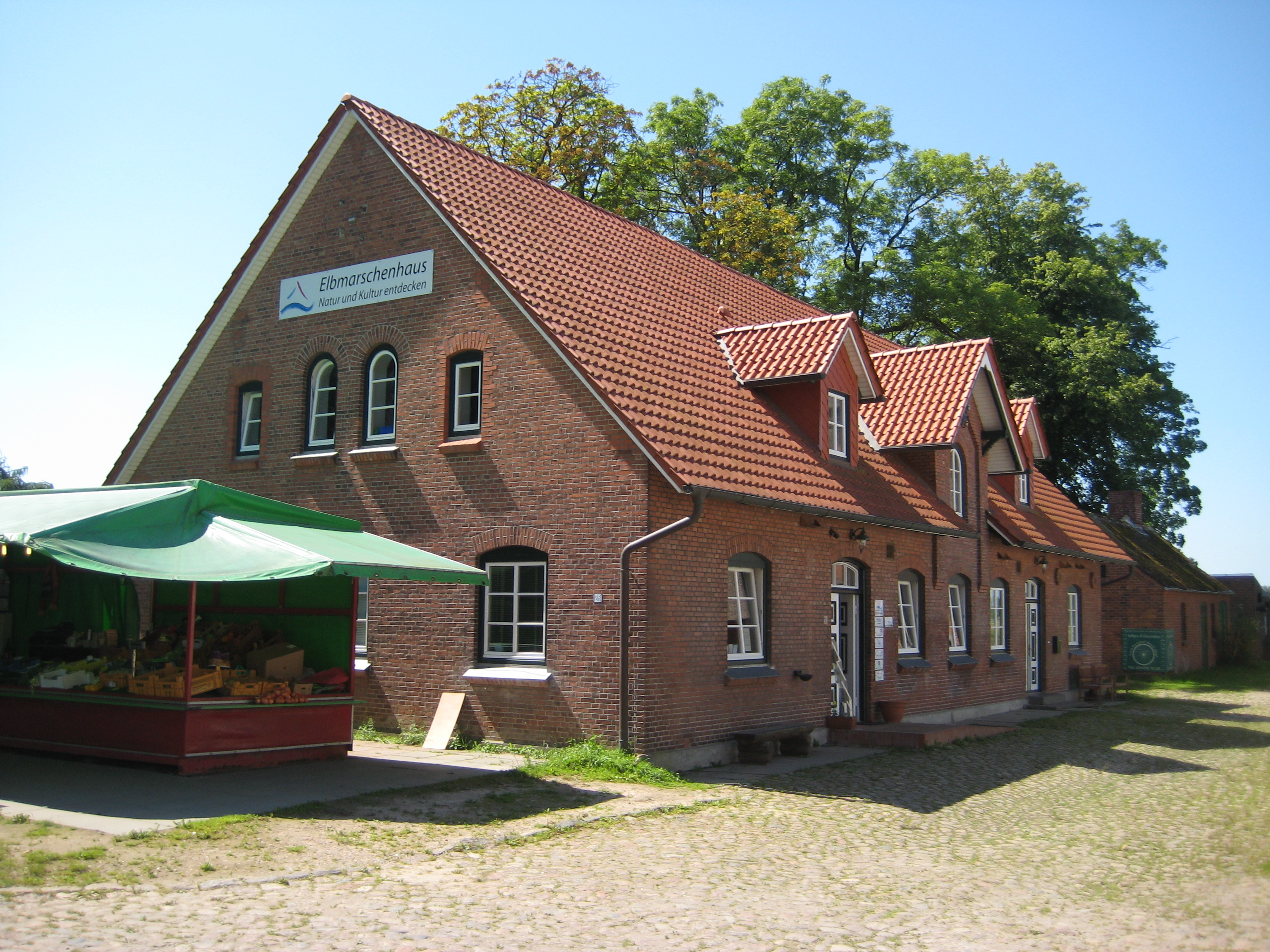
Das Elbmarschenhaus in Haseldorf

Das Elbmarschenhaus ist ein Dienstleistungs- und Kommunikationszentrum in der Gemeinde Haseldorf im Kreis Pinneberg im Süden von Schleswig-Holstein und eine wichtige Anlaufstelle für Touristen in der Gemeinde.

## Allgemein
Das Elbmarschenhaus ist die Integrierte Station Unterelbe des Landes Schleswig-Holstein. Das Haus bildet ein Dienstleistungs- und Kommunikationszentrum für die Region Haseldorfer Marsch und Umgebung und ist eine der Sehenswürdigkeiten der Gemeinde Haseldorf. Das Haus liegt im Zentrum des Ortes.
Träger des Hauses ist die Integrierte Station Unterelbe (ISU) in Form des ISU-Zweckverbandes. Dieser besteht aus den 14 Städten und Gemeinden Appen, Groß Nordende, Haselau, Haseldorf, Heidgraben, Heist, Hetlingen, Klein Nordende, Seestermühe und Tornesch. Weitere Mitglieder sind der Abwasserzweckverband Südholstein, der Verein Wedel Marketing als Vertretung der Stadt Wedel, der Kreis Pinneberg sowie das Land Schleswig-Holstein.
Im Haus vertreten sind das Land Schleswig-Holstein, der Naturschutzbund Deutschland e. V., die Tourismusvereine Tourismus in Marsch und Geest e. V. sowie Holstein Tourismus und die örtliche Jägerschaft (Kreisjägerschaft Pinneberg). In regelmäßigen Abständen präsentieren regionale Kunstschaffende ihre Arbeiten in dem Räumlichkeiten.
Unterstützt wird das Haus vom Verein Integrierte Station Unterelbe e. V., der für die Umweltbildung sowie die Pflege und Unterhaltung der Ausstellungen und des Außengeländes zuständig ist.

## Entwicklung
Das Elbmarschenhaus befindet sich im ehemaligen Inspektorenhaus des Guts Haseldorf. Von 2003 bis 2006 wurde das Gebäude modernisiert und umgebaut. 2006 wurde das Elbmarschenhaus eröffnet. Zugleich zog die NABU Schutzgebietsbetreuung für das Naturschutzgebiet Haseldorfer Binnenelbe mit Elbvorland in das Haus ein. Das Elbmarschenhaus fungiert als Integrierte Station Unterelbe und bildet eine Außenstelle schleswig-holsteinischen des Landesamtes für Landwirtschaft, Umwelt und ländliche Räume (LLUR). Seit 2014 wird die Einrichtung von Edelgard Heim geleitet. Zuvor hatte Bernd-Ulrich Netz seit Gründung die Leitung des Hauses inne. Seit Juni 2020 ist die Dauerausstellung im Elbmarschenhaus auch virtuelle im Internet zugänglich.

## Naturschutz

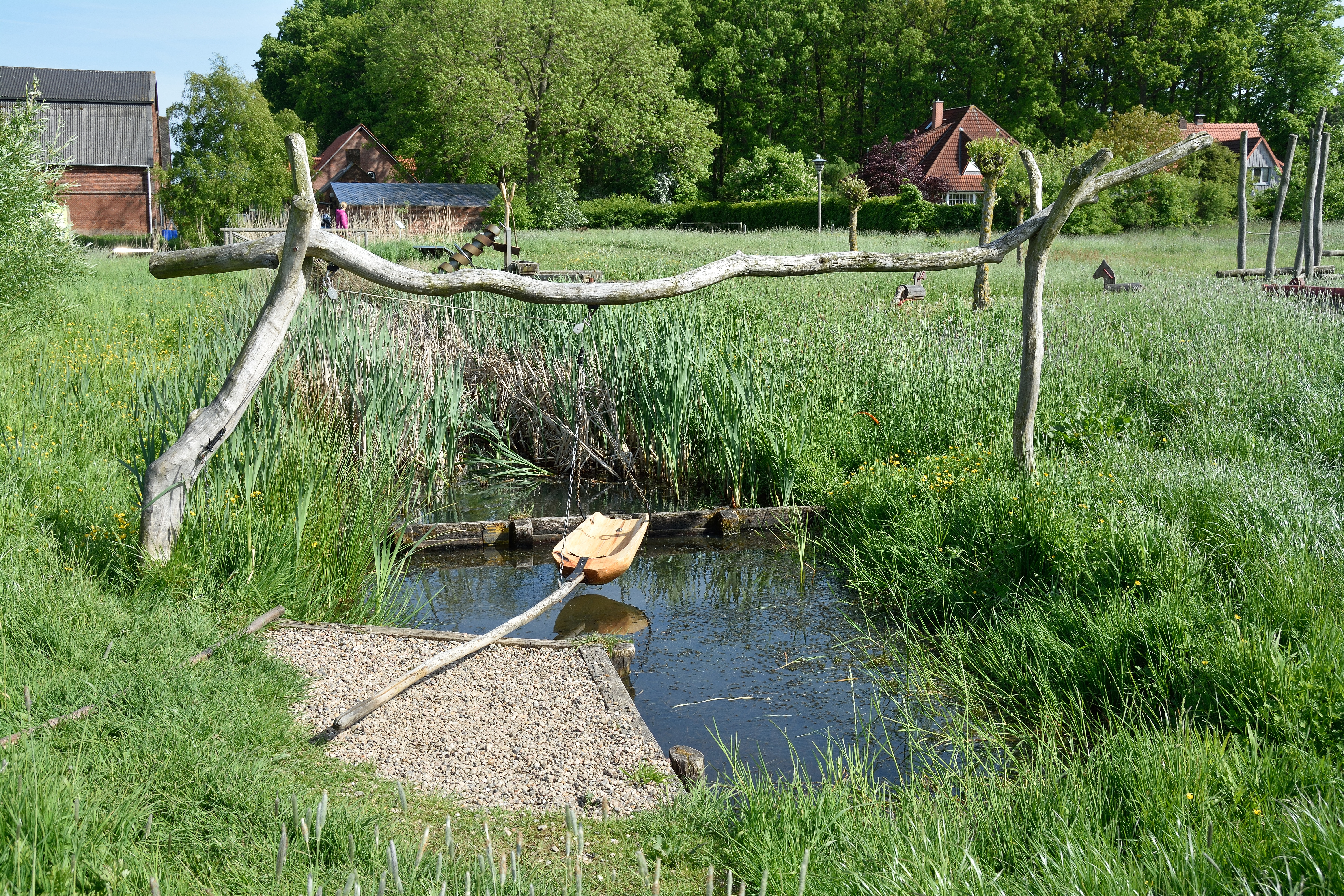
Der Außenbereich des Elbmarschenhauses

Die Integrierte Station Unterelbe ist eine von vielen Stationen in Schleswig-Holstein, die vom Land in besonders bedeutsamen Naturräumen eingerichtet werden. Die Integrierten Stationen sind Außenstellen des Landesamtes für Landwirtschaft, Umwelt und ländliche Räume (LLUR). Die Einrichtungen sollen Naturschutz, Landwirtschaft, Tourismus, Wasserwirtschaft, wissenschaftliche Untersuchungen und Öffentlichkeitsarbeit miteinander verknüpfen und lokale Anlaufstellen für diese Themenbereich sein. Ziel ist die Umsetzung von Naturschutzzielen.

### Dauerausstellung
In der multimedialen Dauerausstellung im Elbmarschenhaus soll der Natur- und Kulturraum der Elbmarschen erklärt werden. Dabei werden Themen wie die Entstehung der Landschaft, die Gezeiten, die Pflanzen- und Tierwelt der Elbmarschen, die Besiedelung der Marsch, die Landwirtschaft und Produkte ihre Erzeugnisse wie Äpfel und Gemüse sowie die historischen Nutzungsformen der Marsch wie Bandweiden und Binsenschnitt behandelt.

### Außenbereich
Im Außenbereich des Elbmarschenhauses befindet sich ein Naturerlebnisraum. Dort können Besucher die Tier- und Pflanzenwelt der Marsch kennenlernen. Schautafeln und alte Werkzeuge wie eine Schöpfschraube geben zudem Aufschluss über das Leben und die Natur in der Elbmarsch.

### NABU Schutzgebietsbetreuung
Im Elbmarschenhaus ist zudem seit der Eröffnung 2006 die NABU Schutzgebietsbetreuung des Naturschutzgebietes Haseldorfer Binnenelbe mit Elbvorland untergebracht. Von dort aus nehmen die NABU-Mitglieder Aufgaben des Naturschutzes wahr, wie etwas Vogelzählungen oder die Pflege eines Obstgartens mit alten Obstsorten, sowie die Information über die heimische Flora und Fauna.

### Kreisjägerschaft
In einem Zimmer des Elbmarschenhauses informiert die Kreisjägerschaft Pinneberg über ihre Arbeit sowie über die heimische Tierwelt.